# Angkor Thom (huyện)
Angkor Thom (tiếng Khmer: ស្រុកអង្គរធំ) là một huyện thuộc tỉnh Xiêm Riệp, tây bắc Campuchia. Theo thống kê năm 1998, dân số toàn huyện là 17.750 người. Di tích chính của Angkor Wat và thành phổ cố Angkor Thom đều nằm trên địa bàn huyện.